# Square d'Anvers - Jean-Claude-Carrière
Le square d'Anvers - Jean-Claude-Carrière est un square du 9e arrondissement de Paris.

## Situation et accès
Le site est accessible par le 10 bis, avenue Trudaine.
Il est desservi par la ligne 2 à la station de métro Anvers.

## Origine du nom
Il porte le nom de la ville belge d'Anvers prise par les Français le 2 décembre 1832 durant la campagne des Dix-Jours de la guerre belgo-néerlandaise. L'autre partie du nom est en hommage à Jean-Claude Carrière, artiste français né en 1931 et mort en 2021. 

## Historique
Ce square a été ouvert et aménagé en 1877, sur les terrains des anciens abattoirs de Montmartre. Il a été dessiné par l'architecte Jean-Camille Formigé, sous l'autorité de l'ingénieur Adolphe Alphand. 
À l'origine, le square comporte deux monuments : une statue de Diderot datant de 1886 et réalisée par Léon Lecointe (1826-1913) et la colonne de la Paix Armée dessinée par l’architecte Paul Sédille et construite par Jules Coutan. Le square contenait également un kiosque à musique dans le style de celui du square Maurice-Gardette, dans le 11e arrondissement, qui, lui, a été conservé. Néanmoins, la statue du philosophe est fondue sous le régime de Vichy.
La colonne de la Paix Armée et le kiosque à musique ont disparu au moment de la refonte du square, à l'occasion de la construction du parking souterrain qu'il abrite, au cours des années 1970. À cette occasion, les grands platanes qui ornaient le square ont également disparu. Une nouvelle restructuration a eu lieu aux alentours de l'an 2000 afin d'atténuer les ravages dus à la campagne de travaux précédente et un nouveau kiosque à musique a été installé. En raison de son poids, la colonne de la Paix Armée a été transportée au parc Montsouris. Depuis ce temps, l'enceinte du square a annexé la rue d'Anvers qui, longeant le lycée Jacques-Decour, était autrefois une voie empruntée par les automobilistes.
En décembre 2021, le square d'Anvers devient le square d'Anvers - Jean-Claude-Carrière.

## Galerie

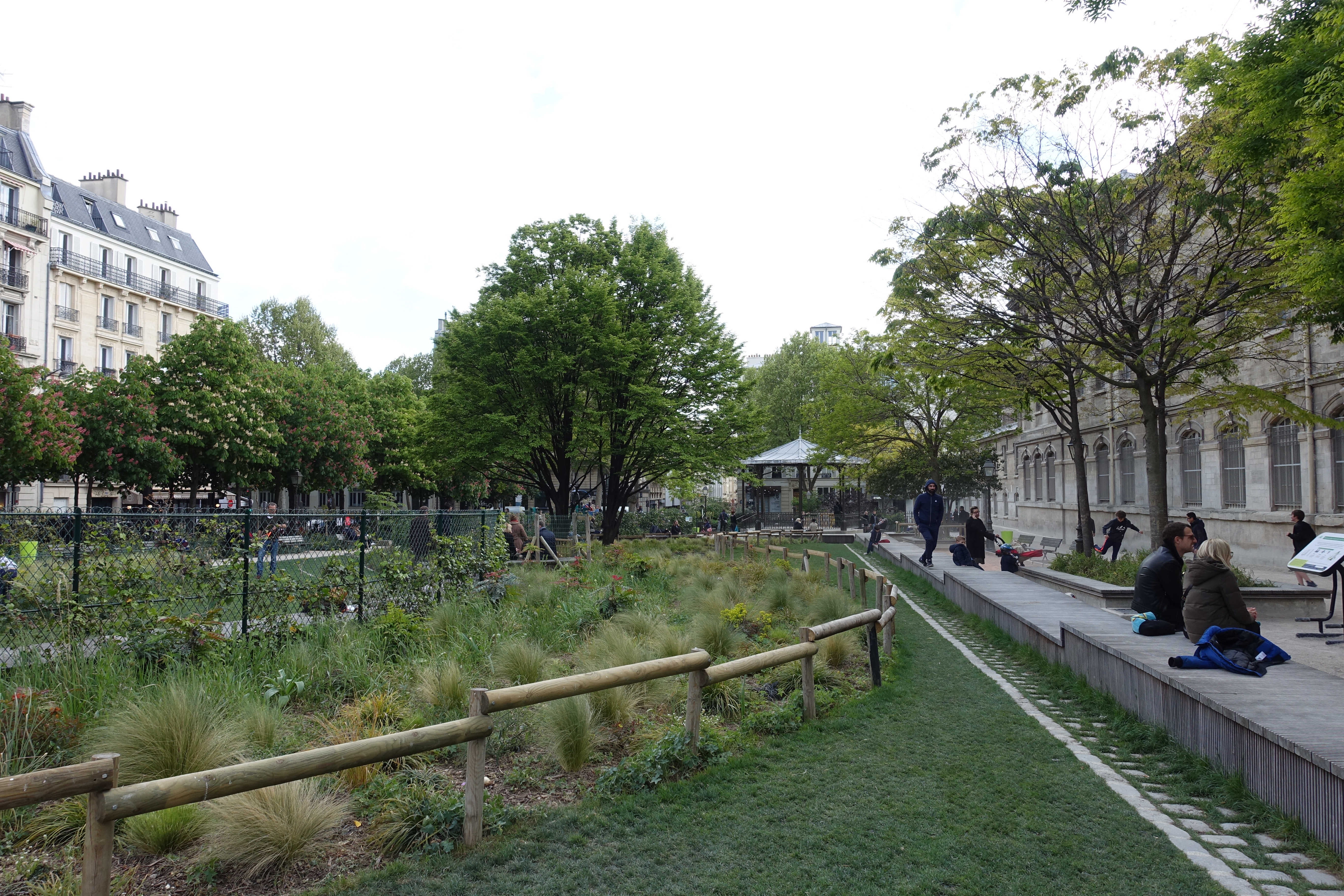
Après la rénovation du square en 2016.
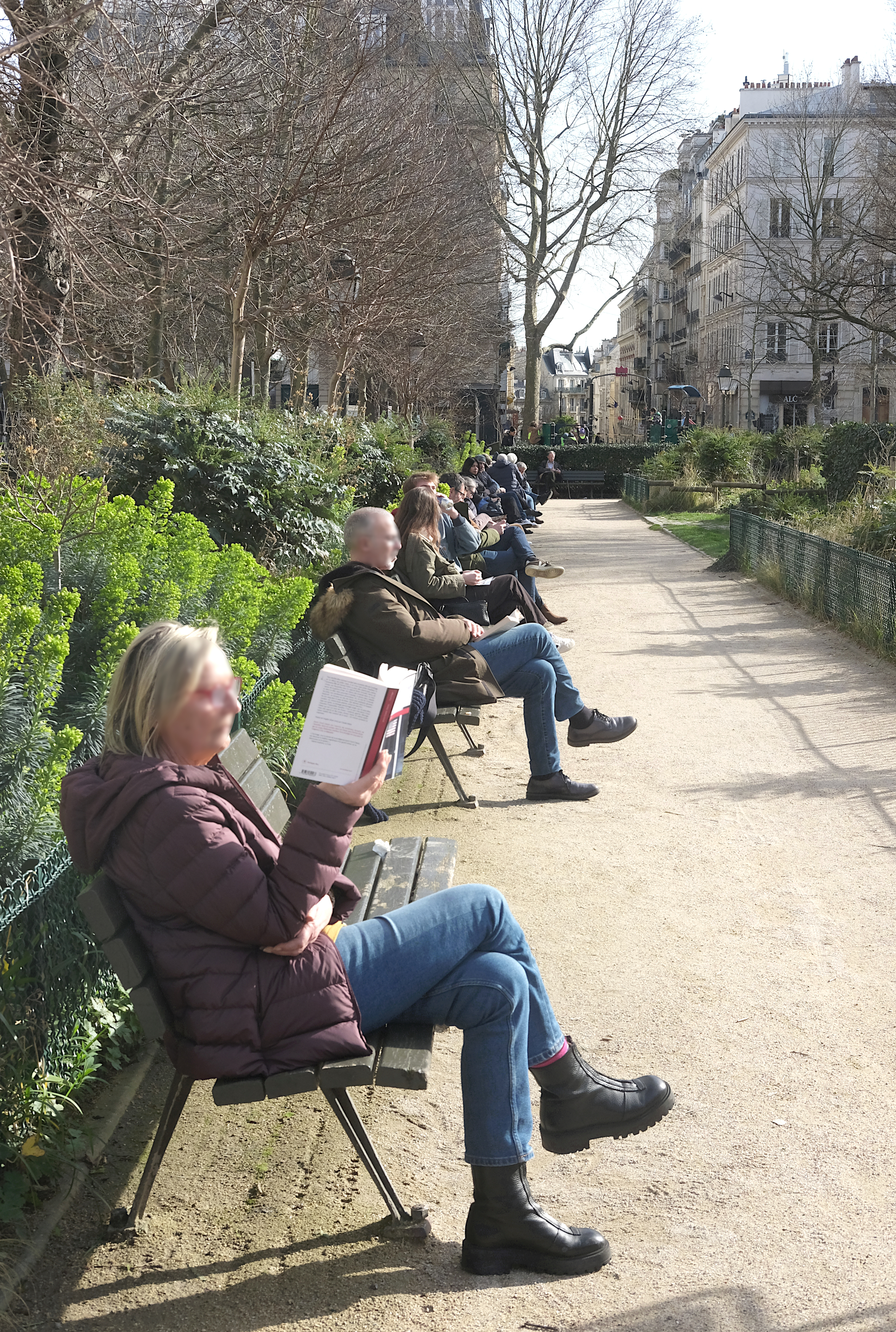
Le square, une belle après-midi d'hiver.
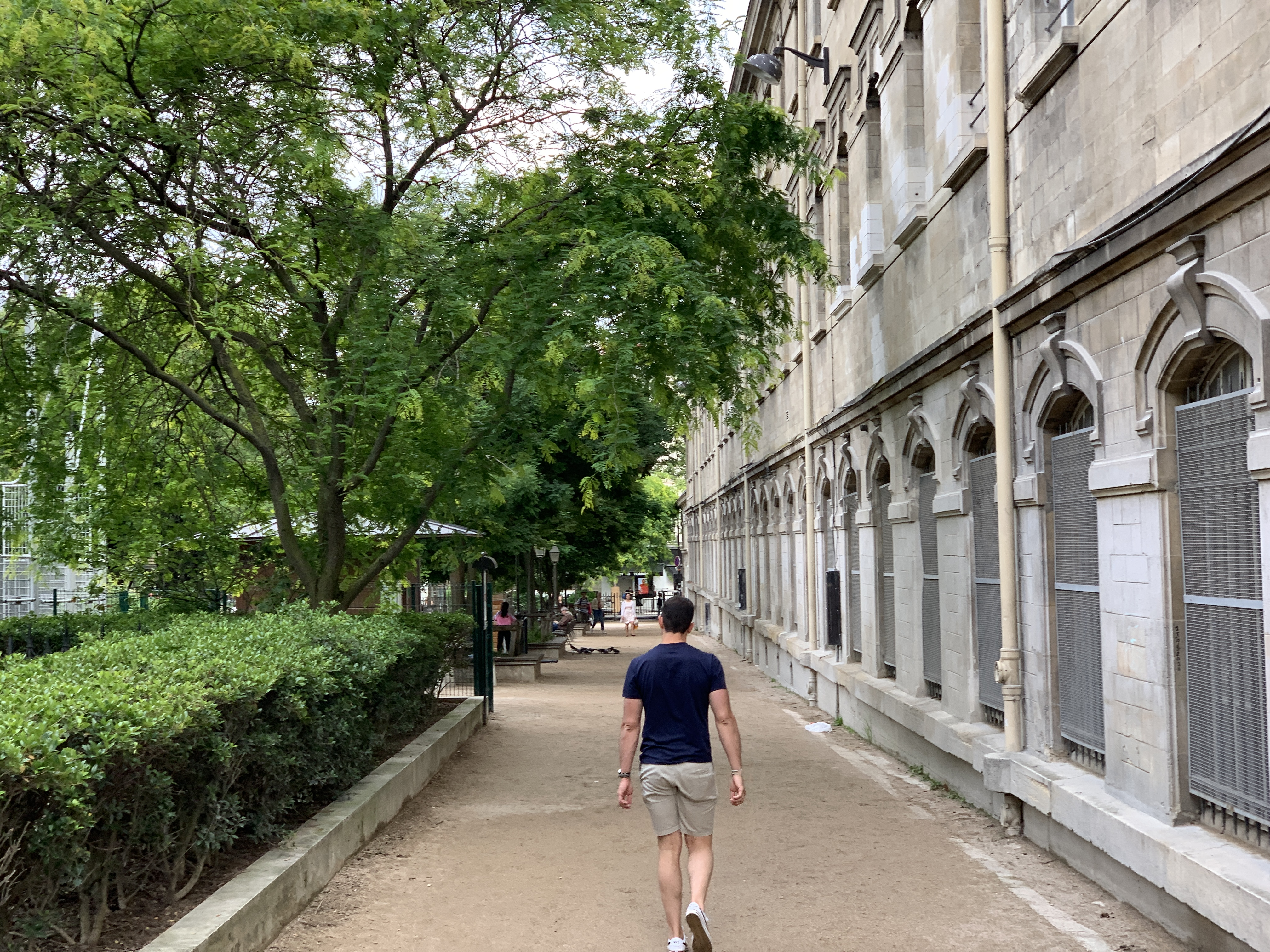
Allée longeant le lycée Jacques-Decour.
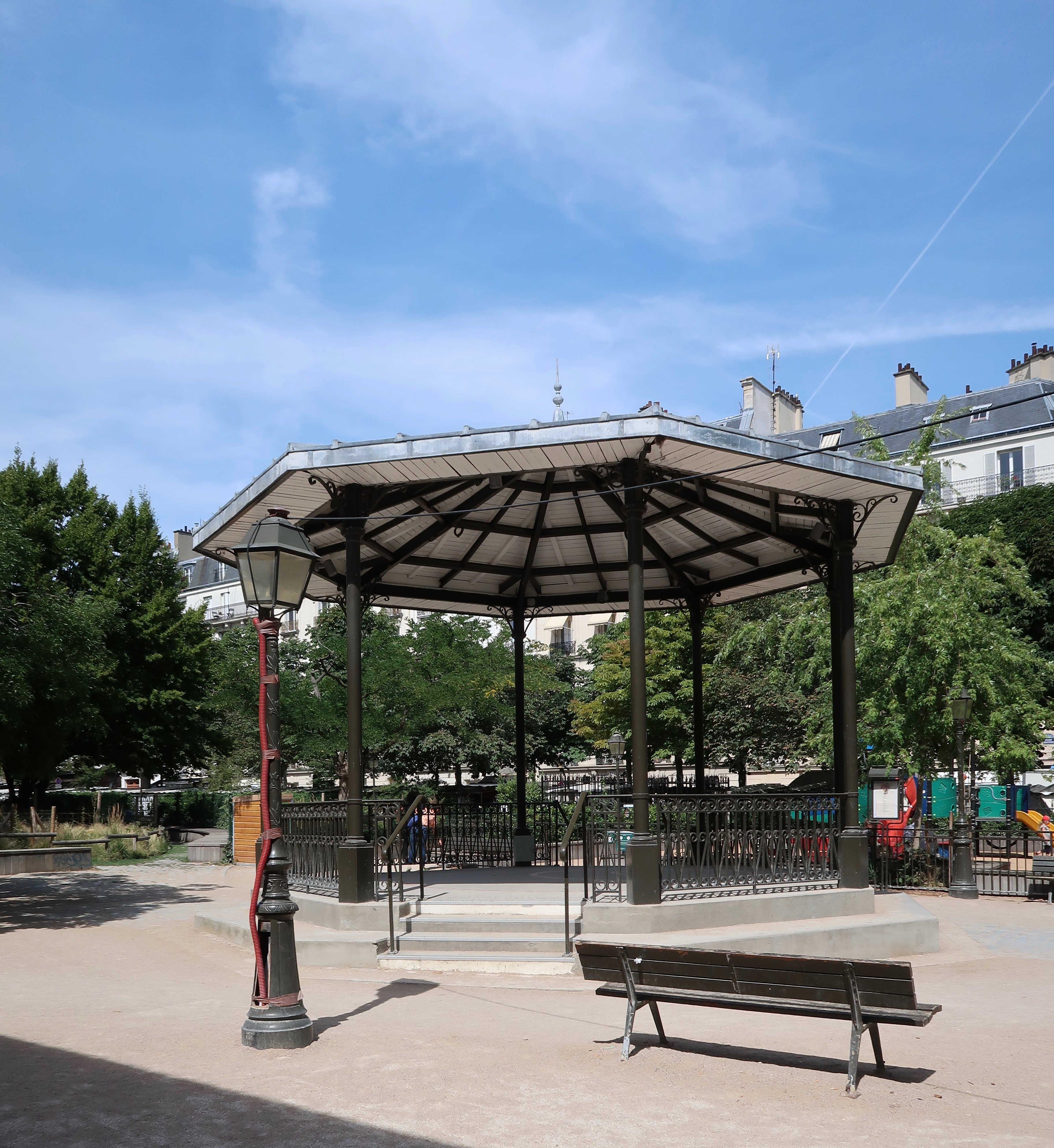
Kiosque du square.